# St. Peter und Paul (Durlach)

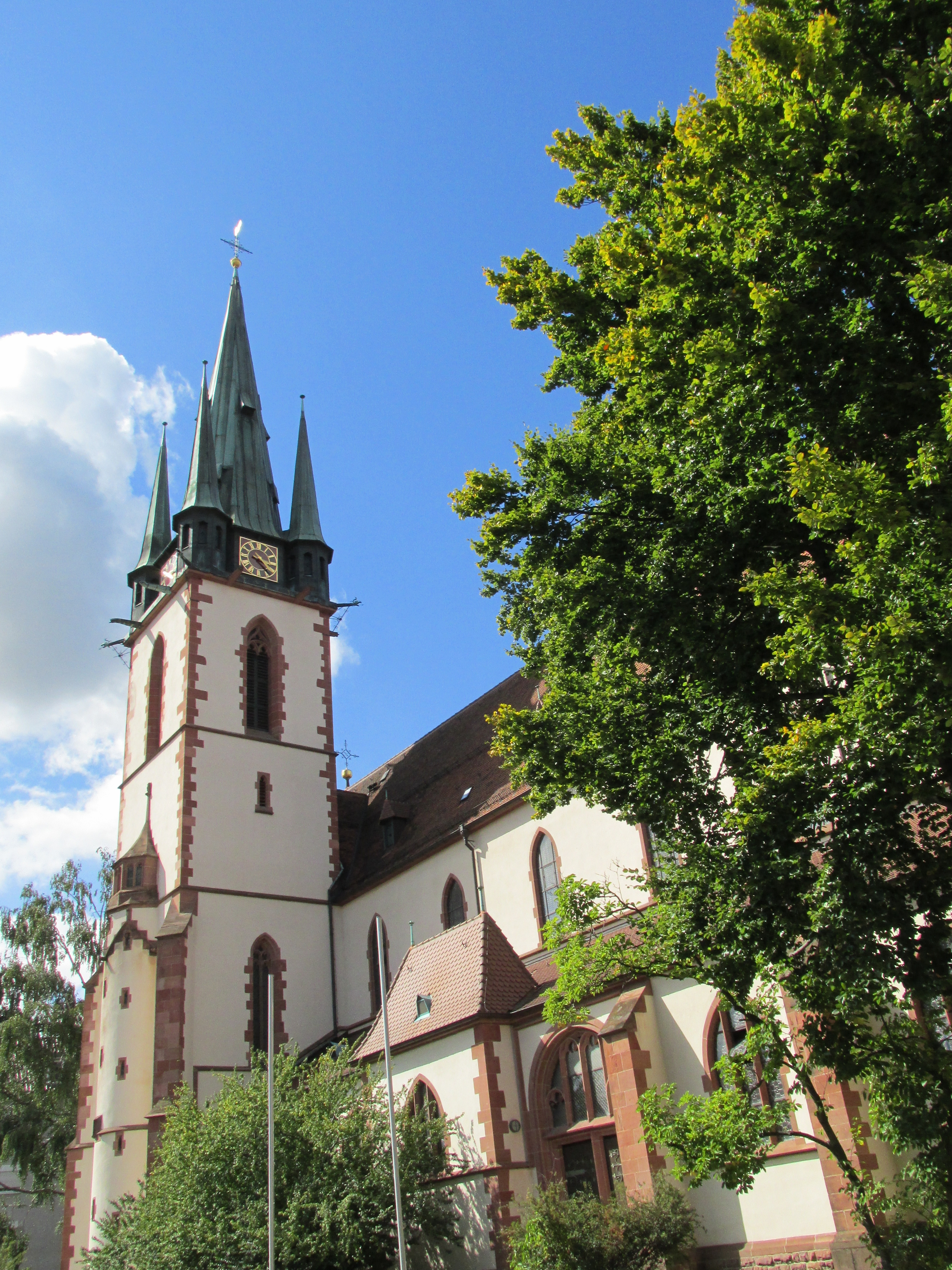
St. Peter und Paul in Durlach

Die römisch-katholische Stadtpfarrkirche St. Peter und Paul ist ein geschütztes Kulturdenkmal mit der Nr. 01463 nach dem Denkmalschutzgesetz. Sie steht in Durlach, einem Stadtteil von Karlsruhe. Die Kirchengemeinde gehört zur Kirchengemeinde Karlsruhe-Durlach – Bergdörfer im Dekanat Karlsruhe des Erzbistums Freiburg.

## Beschreibung

### Außen
Die neugotische Basilika wurde 1898–1900 nach einem Entwurf von Max Meckel errichtet. Das Langhaus besteht aus einem Mittelschiff und zwei Seitenschiffen. Die Seitenschiffe werden von Strebepfeilern gestützt. Im Westen des Mittelschiffs befindet sich ein eingezogener, dreiseitig geschlossener Chor, an dessen Südwand ein Chorflankenturm steht, dessen spitzer Helm von kleinen Türmchen an den Ecken flankiert wird, zwischen denen sich die Zifferblätter der Turmuhr befinden. 

### Glocken
Das oberste Geschoss des Kirchturms beherbergt zwei Glockenstühle, in denen insgesamt acht Kirchenglocken hängen, im unteren die größte Glocke, im oberen die sieben anderen. Die Andreasglocke (6) wurde 1931 von den Gebrüdern Klaus aus Würzburg gegossen. Die anderen Glocken entstanden im Jahr 2000 in der Karlsruher Glockengießerei. Die Glockenzier stammt von Pater Ambrosius Leidinger, damals Abtei Maria Laach. Alle Glocken tragen lateinische Hauptinschriften. Die Hauptinschriften der neuen Glocken sind als Chronogramme verfasst, die ebenfalls von Pater Leidinger stammen. Das Ergebnis ist jeweils 2000, das Jahr des Gusses.
| Glocke | Name            | Durchmesser | Masse   | Schlagton |
| ------ | --------------- | ----------- | ------- | --------- |
| 1      | Christusglocke  | 1950 mm     | 4260 kg | gis°+3⁄16 |
| 2      | Petrusglocke    | 1595 mm     | 2724 kg | h°+4⁄16   |
| 3      | Paulusglocke    | 1404 mm     | 1888 kg | cis’+3⁄16 |
| 4      | Marienglocke    | 1285 mm     | 1498 kg | dis’+5⁄16 |
| 5      | Stephanusglocke | 1211 mm     | 1220 kg | e’+5⁄16   |
| 6      | Andreasglocke   | 1160 mm     | 1042 kg | fis’+6⁄16 |
| 7      | Annaglocke      | 1021 mm     | 786 kg  | gis’+7⁄16 |
| 8      | Kolpingglocke   | 863 mm      | 486 kg  | h’+8⁄16   |

### Innen
Der Architekt hat sich bei der Planung an Bettelordenskirchen des Mittelalters orientiert. Daher ist der Innenraum des Mittelschiffs mit einer Holzbalkendecke überspannt. Die Seitenschiffe und der Chor sind innen mit Kreuzrippengewölben bedeckt. Die neugotische Ausstattung der Kirche aus der Zeit um 1900 ist weitgehend erhalten geblieben. Das gilt hauptsächlich für die Glasfenster und die Altäre. Nach dem Vorbild von Peter Hemmel von Andlau, einem Glasmaler der Spätgotik, wurden vor allem die Fenster des Chores von den Glasmalerwerkstätten Protz und Ehret sowie Karl Jennes und Albert Merzweiler aus Freiburg im Breisgau gestaltet. Auch der  Hochaltar orientiert sich an spätgotischen Vorbildern, vor allem an Tilman Riemenschneider. Die Altäre stammen von den „Eberleschen Kunstwerkstätten Gebrüder Mezger“ aus Überlingen am Bodensee, die damals eine Filiale in Karlsruhe betrieben. Der Kreuzweg stammt von dem Karlsruher Bildhauer Emil Sutor aus dem Jahre 1938. 

### Orgel
Bis 1965 befand sich in der Kirche eine Orgel der Durlacher Manufaktur H. Voit & Söhne. Die heutige Orgel hat Wolfgang Scherpf 1965 gebaut. Sie hat einen Umfang von mehr als 2800 Orgelpfeifen in 40 Registern auf drei Manualen und Pedal.